# 奚淞
奚淞（1947年—），原名奚齊，生於上海，臺灣畫家、作家，以佛教藝術繪畫聞名。

## 簡介
奚淞在上海市出生，本名奚齊，國共內戰後家人分批遷臺，當時替他報戶口的親人只依稀記得他的小名「小淞」，因此報了「奚淞」這個名字。1970於國立藝專美術科畢業，後於法國巴黎美術學院留學習畫，曾任《漢聲雜誌》編輯、《雄獅美術》主編；現已退休，專事繪畫、寫作，為台灣少數用西方美術技巧繪畫東方佛教文化的藝術家。
在文藝創作上，奚淞有著多元化的表現，他創作散文、小說，並將文學作品配合畫作一同呈現。

## 著作
著有《封神榜裡的哪吒》、《紅樓夢幻》、散文集《姆媽，看這片繁花！》等、小說《夸父追日》等。

## 外部連結
- 奚淞簡介-敦煌畫廊 eGallery （页面存档备份，存于）